# Formación Javelina

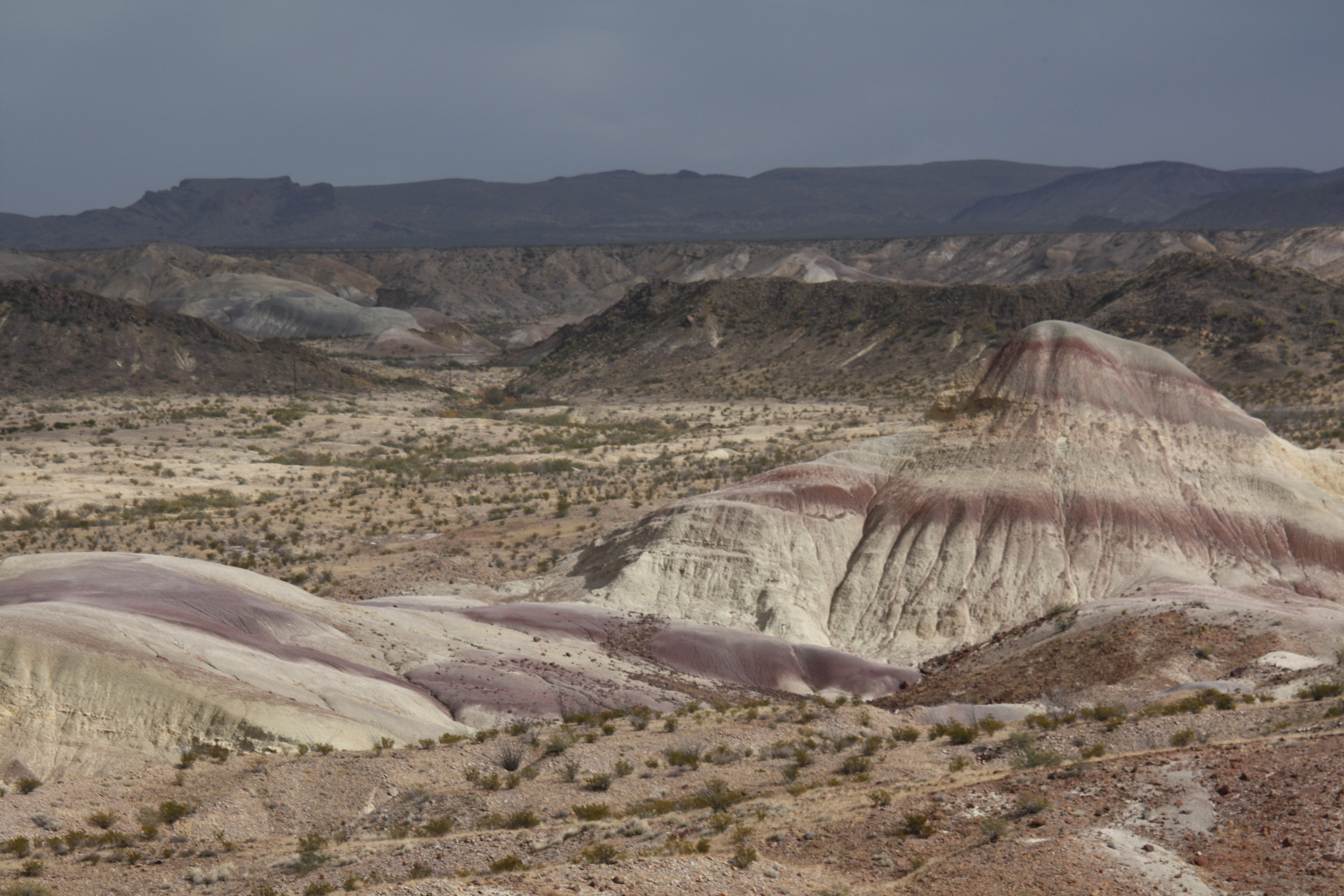
Formaciones Javelinas en Estados Unidos.

La formación Javelina , es una formación geológica consiste en arenisca y lutolita interpretadas como depósitos de canales de ríos meandrosos y bancos de arena. La formación Javelina al parecer se depositó simultáneamente con el inicio del tectonismo de Laramide. El bioestratigrafía de vertebrados sugiere a finales del Maastrichtiense al Paleógeno hace aproximadamente 70 a 63 millones de años, y se correlaciona con la próxima formación El Picacho. En la formación Javelina es particularmente significativo para sus horizontes del paleosuelo, que dan a formación sus bandas púrpuras y grises distintivas. 
Es cubierto gradualmente por la formación Black Peaks, y algo ha sugerido que estas dos unidades sean combinadas, junto con otras en formación Tornillo. Sin embargo, el límite es precisado en los mapas, y se insiste en continuar con la separación. El contacto entre la formación Aguja y Fm. Javelina es particularmente difícil de precisar, y ha resultado en una cierta confusión. En ella se han encontrado restos de los últimos dinosaurios Alamosaurus, Tyrannosaurus, Edmontosaurus, y Torosaurus y el pterosaurio gigante Quetzalcoatlus. Así como la explosión de mamíferos a comienzo del Terciario.